# Тальнівська міська рада
Тальні́вська міська́ ра́да — адміністративно-територіальна одиниця та орган місцевого самоврядування в Тальнівському районі Черкаської області. Адміністративний центр — місто Тальне.

## Загальні відомості
Тальнівська міська рада утворена в 1938 році.
- Територія ради: 161 км²
- Населення ради: 14 420 осіб (станом на 1 січня 2011 року)
- Територією ради протікає річка Гірський Тікич

## Населені пункти
Міській раді підпорядковані населені пункти:
- м. Тальне

## Склад ради
Рада складається з 30 депутатів та голови.
- Голова ради: Біленко Олександр Федорович
- Секретар ради: Топтун Ірина Олександрівна

### Керівний склад попередніх скликань
| Прізвище, ім'я, по батькові | Основні відомості                                                                  | Дата обрання | Дата звільнення |
| --------------------------- | ---------------------------------------------------------------------------------- | ------------ | --------------- |
| Біленко Олександр Федорович | Міський голова, 1951 року народження, освіта вища, член Партії захисників Вітчизни | 26.03.2006   | 31.10.2010      |
| Біленко Олександр Федорович | Міський голова, 1951 року народження, освіта вища                                  | 31.10.2010   |                 |

Примітка: таблиця складена за даними сайту Верховної Ради України

### Депутати
За результатами місцевих виборів 2010 року депутатами ради стали:

#### За суб'єктами висування
| Суб'єкт висування                                       | Кількість обраних депутатів | %    |
| ------------------------------------------------------- | --------------------------- | ---- |
| Політична партія «Громадянська позиція»                 | 10                          | 33,3 |
| Політична партія Всеукраїнське об'єднання «Батьківщина» | 9                           | 30   |
| Партія регіонів                                         | 6                           | 20   |
| Політична партія «Наша Україна»                         | 2                           | 6,7  |
| Соціально-екологічна партія «Союз. Чорнобиль. Україна.» | 2                           | 6,7  |
| Політична партія «Європейська партія України»           | 1                           | 3,3  |

#### За округами
| № округу                                                | Прізвище, ім'я, по батькові         | Дата визнання обраним | Освіта             | Партійна приналежність                                        | Відомості про обраного депутата                                                                                                   |
| ------------------------------------------------------- | ----------------------------------- | --------------------- | ------------------ | ------------------------------------------------------------- | --- |
| Партія регіонів                                         |                                     |                       |                    |                                                               | |
| б/м                                                     | Мельник Володимир Миколайович       | 04.11.2010            | вища               | член Партії регіонів                                          | ТОВ «Меридіан», головний бухгалтер                                                                                                |
| б/м                                                     | Вахоцький Володимир Миколайович     | 04.11.2010            | вища               | позапартійний                                                 | Спеціалізоване автотранспортне підприємство, директор                                                                             |
| б/м                                                     | Тарнавський Василь Васильович       | 04.11.2010            | вища               | член Партії регіонів                                          | ВАТ «АТП-17137», механік |
| 5                                                       | Бистріцький Павло Святославович     | 04.11.2010            | вища               | член Партії регіонів                                          | Тальнівський будівельно економічний коледж, директор                                                                              |
| 7                                                       | Ткаченко Олександр Петрович         | 04.11.2010            | вища               | член Партії регіонів                                          | Управління ветеринарної медициниТальнівської РДА, начальник                                                                       |
| 14                                                      | Соколюк Олександр Андрійович        | 04.11.2010            | незакінчена вища   | член Партії регіонів                                          | приватний підприємець |
| Політична партія Всеукраїнське об'єднання «Батьківщина» |                                     |                       |                    |                                                               | |
| б/м                                                     | Лосіцька Тетяна Іванівна            | 04.11.2010            | вища               | член Всеукраїнського об'єднання «Батьківщина»                 | Тальнівський хлібзавод, завідувачка виробництва                                                                                   |
| б/м                                                     | Левченко Галина Никифорівна         | 04.11.2010            | вища               | член Всеукраїнського об'єднання «Батьківщина»                 | пенсіонер |
| б/м                                                     | Кірієнко Євгеній Сергійович         | 04.11.2010            | вища               | член Всеукраїнського об'єднання «Батьківщина»                 | приватний підприємець |
| б/м                                                     | Холодкевич Раїса Іванівна           | 04.11.2010            | вища               | член Всеукраїнського об'єднання «Батьківщина»                 | Тальнівська школа-інтернат, комірник                                                                                              |
| б/м                                                     | Голублевський Валентин Анатолійович | 04.11.2010            | вища               | член Всеукраїнського об'єднання «Батьківщина»                 | Тальнівська міська рада, слюсар                                                                                                   |
| 6                                                       | Юрченко Олена Валентинівна          | 04.11.2010            | вища               | член Всеукраїнського об'єднання «Батьківщина»                 | Тальнівська ЦРЛ, лікар |
| 10                                                      | Косенко Валерій Антонович           | 04.11.2010            | вища               | член Всеукраїнського об'єднання «Батьківщина»                 | пенсіонер |
| 12                                                      | Буга Лідія Андріївна                | 04.11.2010            | вища               | член Всеукраїнського об'єднання «Батьківщина»                 | Тальнівський районний територіальний центр соціального обслуговування пенсіонерів та одиноких непрацездатних громадян, спеціаліст |
| 15                                                      | Геращенкова Тетяна Валеріанівна     | 04.11.2010            | вища               | член Всеукраїнського об'єднання «Батьківщина»                 | тимчасово не працює |
| Політична партія «Громадянська позиція»                 |                                     |                       |                    |                                                               | |
| б/м                                                     | Дімітрова Лариса Іванівна           | 04.11.2010            | вища               | член Політичної партії «Громадянська позиція»                 | Тальнівська міська рада, заступник міського голови                                                                                |
| б/м                                                     | Горденко Людмила Петрівна           | 04.11.2010            | вища               | член Політичної партії «Громадянська позиція»                 | Тальнівський будівельно-економічний коледж, вчитель української мови та літератури                                                |
| б/м                                                     | Петленко Валерій Анатолійович       | 04.11.2010            | вища               | член Політичної партії «Громадянська позиція»                 | приватний підприємець |
| 1                                                       | Орел Василь Остапович               | 04.11.2010            | вища               | позапартійний                                                 | пенсіонер |
| 3                                                       | Довгань Анатолій Васильович         | 04.11.2010            | вища               | позапартійний                                                 | Районний будинок культури, керівник народного самодіяльного ВІА                                                                   |
| 4                                                       | Солошенко Валентина Леонідівна      | 04.11.2010            | вища               | член Політичної партії «Громадянська позиція»                 | Дитячий навчальний заклад № 1"Ромашка", методист                                                                                  |
| 8                                                       | Дячук Олександр Олександрович       | 04.11.2010            | вища               | позапартійний                                                 | Тальнівська дитячо-юнацька спортивна школа, тренер                                                                                |
| 9                                                       | Вузівська Валентина Іванівна        | 04.11.2010            | вища               | член Політичної партії «Громадянська позиція»                 | Дитячий навчальний заклад № 7 «Струмочок», вихователь                                                                             |
| 11                                                      | Коваль Сергій Дмитрович             | 04.11.2010            | вища               | позапартійний                                                 | приватний підприємець |
| 13                                                      | Орищенко Любов Володимирівна        | 04.11.2010            | вища               | позапартійна                                                  | Тальнівська міська рада, секретар ради та виконкому                                                                               |
| Політична партія «Європейська партія України»           |                                     |                       |                    |                                                               | |
| 2                                                       | Дульдієр Валентина Тимофіївна       | 04.11.2010            | середня спеціальна | член Політичної партії «Європейська партія України»           | приватний підприємець |
| Політична партія «Наша Україна»                         |                                     |                       |                    |                                                               | |
| б/м                                                     | Лісовенко Олег Борисович            | 04.11.2010            | вища               | член Політичної партії «Наша Україна»                         | тимчасово не працює |
| б/м                                                     | Томащук Степан Васильович           | 04.11.2010            | вища               | член Політичної партії «Наша Україна»                         | Тальнівська загальноосвітня школа № 1, вчитель                                                                                    |
| Соціально-екологічна партія «Союз. Чорнобиль. Україна.» |                                     |                       |                    |                                                               | |
| б/м                                                     | Савчук Микола Васильович            | 04.11.2010            | вища               | член Соціально-екологічної партії «Союз. Чорнобиль. Україна.» | тимчасово не працює |
| б/м                                                     | Орищенко Михайло Якович             | 04.11.2010            | вища               | член Соціально-екологічної партії «Союз. Чорнобиль. Україна.» | Управління праці та соціального захисту населення, спеціаліст І категорії                                                         |